# Mitsuko Shiga
Mitsuko Shiga (四賀光子 Shiga Mitsuko?,  21 de abril de 1885 – 23 de marzo de 1976) fue el seudónimo de Mitsu Ōta, una poeta de tanka japonés activa durante la Era Taishō y la Era Shōwa de Japón.

## Primeros años
Mitsuko nació en Nagano, capital de la prefectura homónima. Después de graduarse en la Escuela Normal de Nagano, trabajó dos años como profesora. En este periodo conoció al poeta Mizuho Ōta y empezó a componer versos tanka ella misma. Entró en la Escuela Normal Superior para Mujeres de Tokio (actualmente Universidad Ochanomizu) en 1906 y se casó con Mizuho Ōta cuando se graduó.

## Carrera literaria
Mientras enseñaba en una escuela de chicas en Tokio, asistía a su marido en su revista literaria, Chōencima, contribuyendo con versos tanka y ayudando en su administración. Después de la muerte de Ōta en 1955, tomó la responsabilidad de la revista junto a su hijo, Ōta Seikyu.
Publicó numerosas antologías de su poesía durante su vida, incluyendo Fuji no Mi , Asa Tsuki, Asa Ginu, y Kamakura Zakki. También publicó algunas guías para la escritura de poesía, incluyendo Waka dokuhon, Dentō to Gendai Waka.
Mitsuko y su marido Mizuho Ōta vivieron en Kamakura, Prefectura de Kanagawa desde 1934, llamando a su retiro «Yo-yo Sanso». Lo que empezó como unas tranquilas vacaciones se convirtió en su casa permanente desde 1939. Shiga continuó viendo allí después de la muerte de su marido, y falleció en 1976. Su tumba está en el templo de Tōkei-ji en Kamakura, el cual también tiene un gran monumento de piedra inscrito con uno de sus versos.